# Władysław Ślewiński

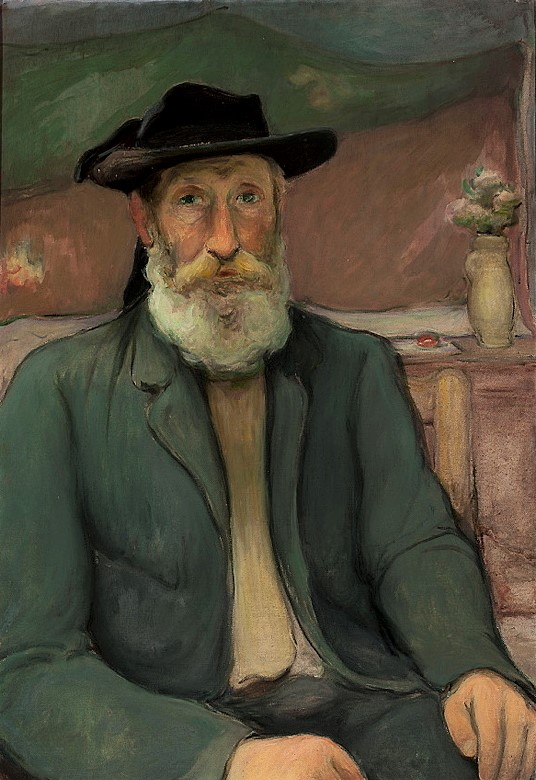
Selbstporträt mit bretonischem Hut von 1912

Władysław Ślewiński (* 1. Juni 1856 in Białynin bei Mikołajów; † 24. März oder 27. März 1918 in Paris) war ein polnischer Maler und Gründungsmitglied der Bewegung Młoda Polska.

## Leben
Ślewiński stammte aus einer wohlhabenden polnischen Landbesitzerfamilie und besuchte die Schule in Radom. Während eines Landwirtschaftsstudiums besuchte er auch kurz die Warschauer Zeichenschule von Wojciech Gerson. Später bewirtschaftete er den mütterlichen Familienbesitz Pilaszkowice in der Nähe von Lublin. Wegen Auseinandersetzungen mit den russischen Finanzbehörden und angedrohter Enteignung floh er 1888 nach Paris. Dort wohnte er zunächst mit dem Maler Zygmunt Andrychiewicz zusammen, der sein erster Mentor werden sollte. Ślewiński studierte an der Académie Colarossi, wo er Paul Gauguin kennenlernte. Der Maler und dessen Kunstwerke machten einen tiefen Eindruck auf Ślewiński, in dessen Folge er beschloss selber Künstler zu werden. Er schloss sich Gauguin an, nach einer gemeinsamen Zeit in Paris folgte er ihm 1889 nach Pont-Aven und Le Pouldu in der Bretagne. In dieser Zeit entstanden Meereslandschaften (vor allem mit den bretonischen Klippen). 1891 malte Gauguin ein Porträt von Ślewiński und schenkte es ihm.
Ślewiński stellte 1895 und 1896 in Paris auf dem Salon des Indépendants sowie 1897 und 1898 in der Galerie Georges Thomas aus. 1898 reiste er nach Spanien. Auf einer Rückreise von Polen nach Frankreich machte er 1907 mit seiner russischen Frau Eugenia Szewcow für einige Monate in München Station. Dort kam er in der Osterzeit 1908 in Kontakt mit den Malern Jan Verkade, Marianne von Werefkin, und Alexej Jawlensky. Letzteren beeinflusste er malerisch maßgeblich. Von 1905 bis 1910 hielt er sich in Krakau, Poronin, Lemberg und Warschau auf. 1908 wurde er als Professor an die Warschauer Kunstakademie berufen. Er legte das Amt bereits kurze Zeit später nieder, um in Warschau eine eigene Malschule in der Polna-Straße zu eröffnen. 1910 kehrte er wieder nach Frankreich zurück.

## Werk
Die Basis von Ślewińskis Schaffen war die Ästhetik des Synthetismus, die von Gauguin und der Schule von Pont-Aven entwickelt worden war. Er malte symbolische Landschaften, die befreit waren von erzählenden Elementen. Er nutzte synthetische Linien und ornamentale, flache Pinselstriche in seinen Bildern, vor allem in intim wirkenden Stillleben und Blumendarstellungen. Seine Porträts und entsprechende Studien zeigen Nähe zu Anschauungen der Künstlergruppe Nabis. Wichtiger als die Verwendung synthetistischer Elemente scheint Ślewiński die Suche und Darstellung von der Einfachheit solcher Landschaften gewesen zu sein, die weitgehend unberührt vom modernen Leben waren. Die farbliche Basis seiner Werke waren Erdtöne.
Seine Bilder befinden sich in vielen öffentlichen Sammlungen, wie den Nationalmuseen in Krakau und Warschau.
2008 wurden in Deutschland nach 100 Jahren erstmals wieder Bilder von ihm im Schloßmuseum Murnau gezeigt.